# 무대 공포증 (1950년 영화)

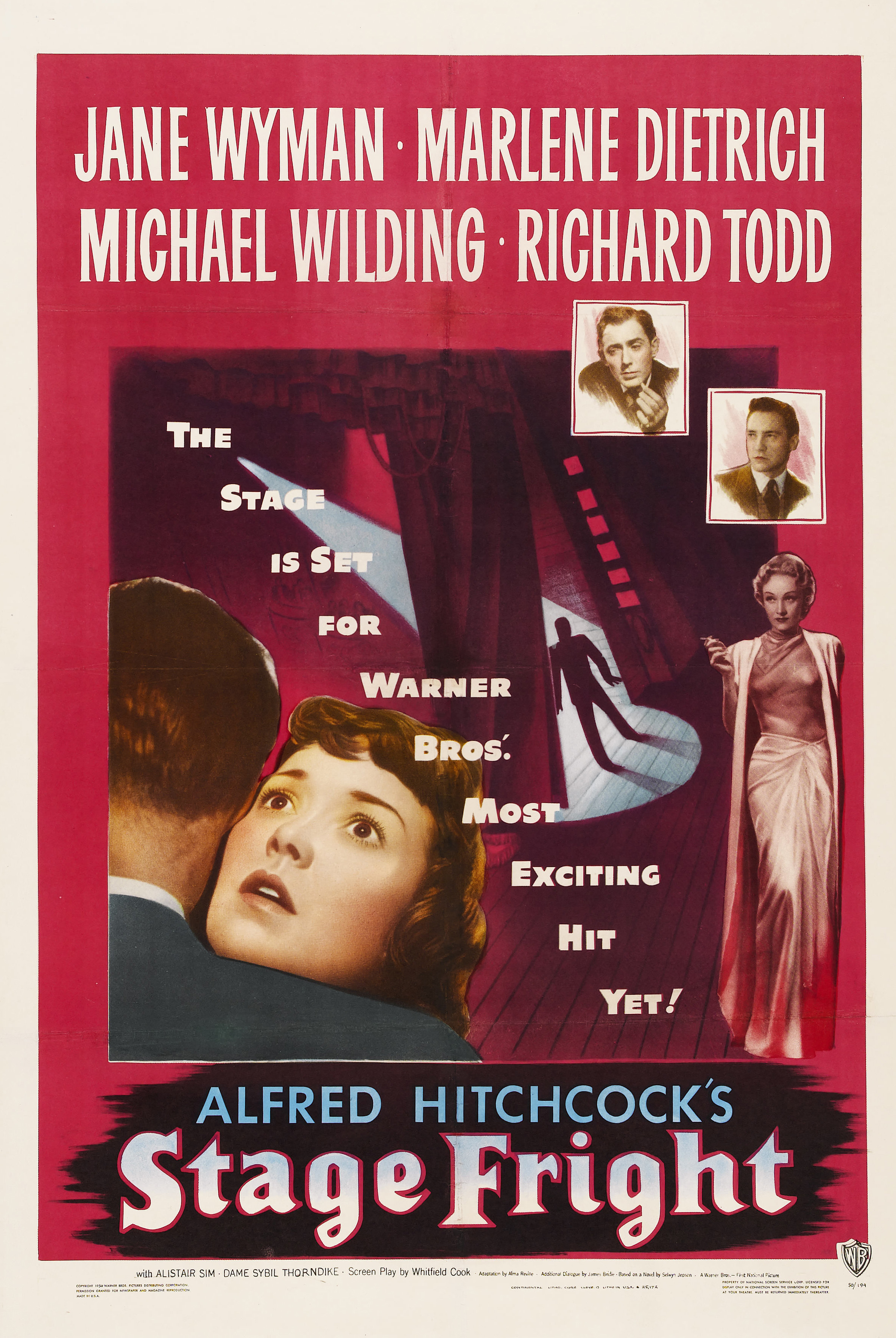

《무대 공포증》(영어: Stage Fright)은 앨프리드 히치콕 감독의 영화이다.

## 줄거리
여배우 샬롯(마들렌 디트리히)은 남편이 살해되었다며 피에 물든 드레스를 입고 조나단(리처드 토드)의 집에 들어선다. 그녀의 열렬한 추종자이자 애인인 배우 조나단은 저녁에 있을 연극공연에 의심을 피하려면 참석하는 편이 낫다고 충고한다. 샬롯은 갈아입고 극장에 갈 옷을 가져다 달라는 샬롯의 부탁을 들어주기 위해 집에 아무도 없다는 그녀의 말을 믿고서 몰래 저택안으로 들어간다.
집안으로 들어간 조나단은 서재에서 샬롯의 알리바이를 조작하기 위해서 일부러 도둑이 집안을 뒤진 것처럼 꾸민다. 그 때 집안일 하는 여자가 들어오고 조나단은 드레스를 가지고 급히 계단을 내려간다.
조나단이 샬롯의 계략에 의해 살인누명을 쓰고 쫓기게 되자 조나단의 친구이자 배우 지망생인 이브(제인 와이먼)는 이 일을 무대관리인인 아버지에게 말하고 조나단의 결백을 밝히고자 한다. 조나단은 그들 앞에서 중요한 증거가 될 샬롯의 피묻은 드레스를 불태워버리는데 이브는샬롯의 무대 의상 스텝을 가장해 샬롯의 주위를 맴돌며 증거를 확보하려 한다. 이브와 아버지는 조나단을 쫓는 경찰들이 분장실에서 샬롯이 이브에게 진실을 말하는 것을 들을 수 있도록 마이크를 연결해둔다. 두 여자들이 대화하는 내용을 엿듣던 경찰은 샬롯이 조나단과 자신의 일에 대해 입을 다물어주는 대가로 돈을 지불하겠다고 말하는 내용을 듣는다.
조나단은 경찰을 피해 이브와 차안으로 몰래 숨어들어가고 밀폐된 차안에서 조나단은 뜻밖의 사실을 말한다. 자신이 잠재되어 있는 악마적인 충동에 이끌려 살인을 저질렀다는 것이다. 그가 샬롯의 남편을 살해한 사실을 자백하지만 이 비밀은 오직 이브와 샬롯만 알고 있는 셈이다. 그는 경찰을 피해 극장 안으로 들어가 무대위로 도망치려다가 넘어져 버린 조나단은 연극의 막을 알리는 커튼이 내려와 목 위에 떨어지면서 숨지게된다.

## 출연

### 주연
- 마를렌 디트리히
- 제인 와이먼
- 리처드 토드

### 조연
- 마이클 와일딩
- 알라스테어 심
- 시빌 손다이크
- 케이 월쉬
- 마일즈 맬리슨
- 조이스 그렌펠
- 안드레 모렐
- 패트리샤 히치콕
- 발라드 버클리

## 기타
- 의상: 밀로 앤더슨